# パソコンゲーム

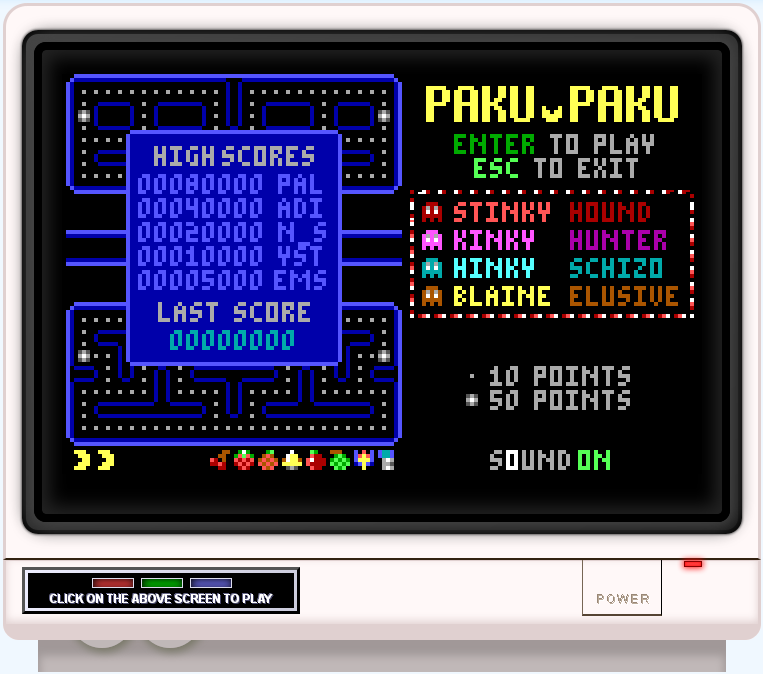
Paku Pakuはパックマンのクローンゲーム。

パソコンゲーム（PCゲーム、英: PC game）はパーソナルコンピュータ上で動作するコンピュータゲームである。

## 歴史

### 前史
この世にパーソナルコンピュータが登場する前、つまりこの世に大型コンピュータやミニコンしかなかった時代から、エンジニアたちや大学院生たちはゲームソフトを制作して遊んでいた。

### 1970年代後半 黎明期のパーソナルコンピュータ用のゲームソフト
パーソナルコンピュータは、愛好家たちによって常にゲーム目的で使用されてきた。
1975年に「史上初の市販のパーソナルコンピュータ」とされるAltair 8800が登場し、1970年代後半に次々とパーソナルコンピュータの新しい機種が登場してくるとゲームソフトの数も急激に増えてゆくことになった。一例を挙げると1976年にはウォズニアックとスティーブ・ジョブズがApple Iを発売すると、2〜3年のうちにそれ向けのゲームソフトとしてスタートレック（スタートレックを題材にしたシミュレーションゲーム）、ブラックジャック（カードゲーム）、人生ゲーム、チェスなど10本あまりがリリースされた。
翌1977年にはApple IIを発売し、そのApple II用に次々とゲームソフトが制作されてゆくことになり、最初はApple IIの開発者のウォズニアックが書いたBreak Outつまりブロックくずしなど数本だけであったが、その後はさまざまな組織が制作・発売することになり、1978年には17本前後、1979年には21本前後、1980年には25本前後といった調子で制作されていった（→en:List of Apple II gamesを参照）。また1977年にはコモドール社がCommodore PETというパーソナルコンピュータを発売し、そのPET用にも多くのゲームソフトが制作されていった（→en:List of Commodore PET gamesを参照）。
- Apple II用ゲームソフト、Mystery House(1980年、Siera社より発売。1987年に権利者がパブリックドメインへと移行させた。)コマンド入力させ、行動を選択させる。
- Mystery Houseの室内
- Apple II用ゲームソフト、『プリンス・オブ・ペルシャ』(1989年、ブローダーバンド社より発売、en:Jordan Mechner制作)

日本国内では、1976年にNECから発売されたTK-80という8080互換CPUのトレーニング用ボードの存在が大きかった。表示装置は8桁の7セグメントLEDしかなかったにもかかわらず、当時のコンピュータ・マニア（マイコン愛好家）たちはそんな表示装置だけでも遊べるゲームソフトをさっそく16進数の機械語で書き始めた。さらに1977年11月にTK-80BSという拡張キットが発売されテレビ画面に表示ができBASICも動くようになると、マニアたちは文字キャラクタ（文字フォント）を画面に表示することで簡素な図を表現して遊べるゲームを次々と制作、まもなくドットつまり画面上の黒くて小さな点単位で表示を制御してゲームを制作することも行い始め、1978年に世の中でスペースインベーダーが流行り始めるとマニアたちはまもなくそれの動作原理も解析し、機械語+BASICなどでプログラムを書きTK-80BSに移植した。
1978年にはシャープからMZ-80Kが発売され、同機用のゲームをマニアたちや企業などが制作し、誌面の印刷文字などで供給され一文字づつ入力したり、カセットテープの形で供給でされたりした。ゲームソフトウェアを文字入力する場合、それがどのようにユーザに届けられていたかというと、1976年には『I/O』というマイコン雑誌が創刊され、そこにコンピュータゲームのプログラムがBASICや16進数の機械語で書かれた状態で紙面に印刷され、マニアたちがそれを、一文字一文字、手で入力して遊ぶなどということがさかんに行われるようになっていたのである。1982年5月には日本ソフトバンク社（現・ソフトバンクグループ）からゲームソフトのソースプログラムも掲載した（号によっては大量のダンプリストも掲載した）雑誌『Oh!MZ』が創刊（6月号）となった。 
当時のゲームソフトの供給の形としては、カセットテープ（オーディオ用のカセットテープをデータ記録用に用いるデータレコーダでデータの書き込み、読み出しを行うもの）、フロッピーディスク、雑誌や書籍の誌面にソースコードを印刷するなどの手法があった。
この段階のパソコンゲームでもすでに、ゲームにはまってしまい何日もやり続けるなど、ゲーム依存症、一種の中毒になる人たちもいた。

### PC8001、PC8800、PC9800のゲーム

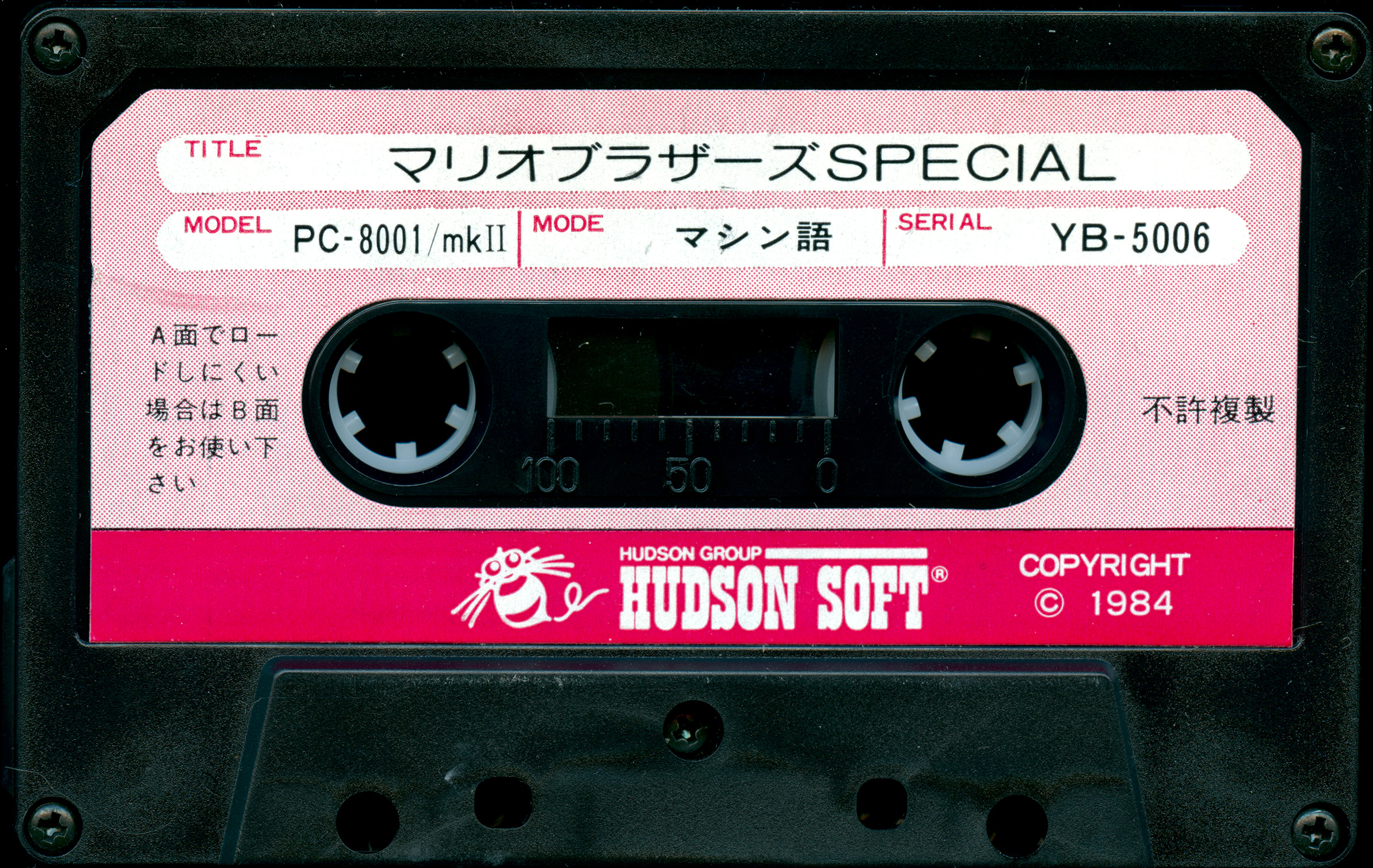
PC-8001およびPC-8001Mk-II向けのマリオブラザーズ（スペシャル）のソフト（ハドソン）。カセットテープ（データレコーダ用）。

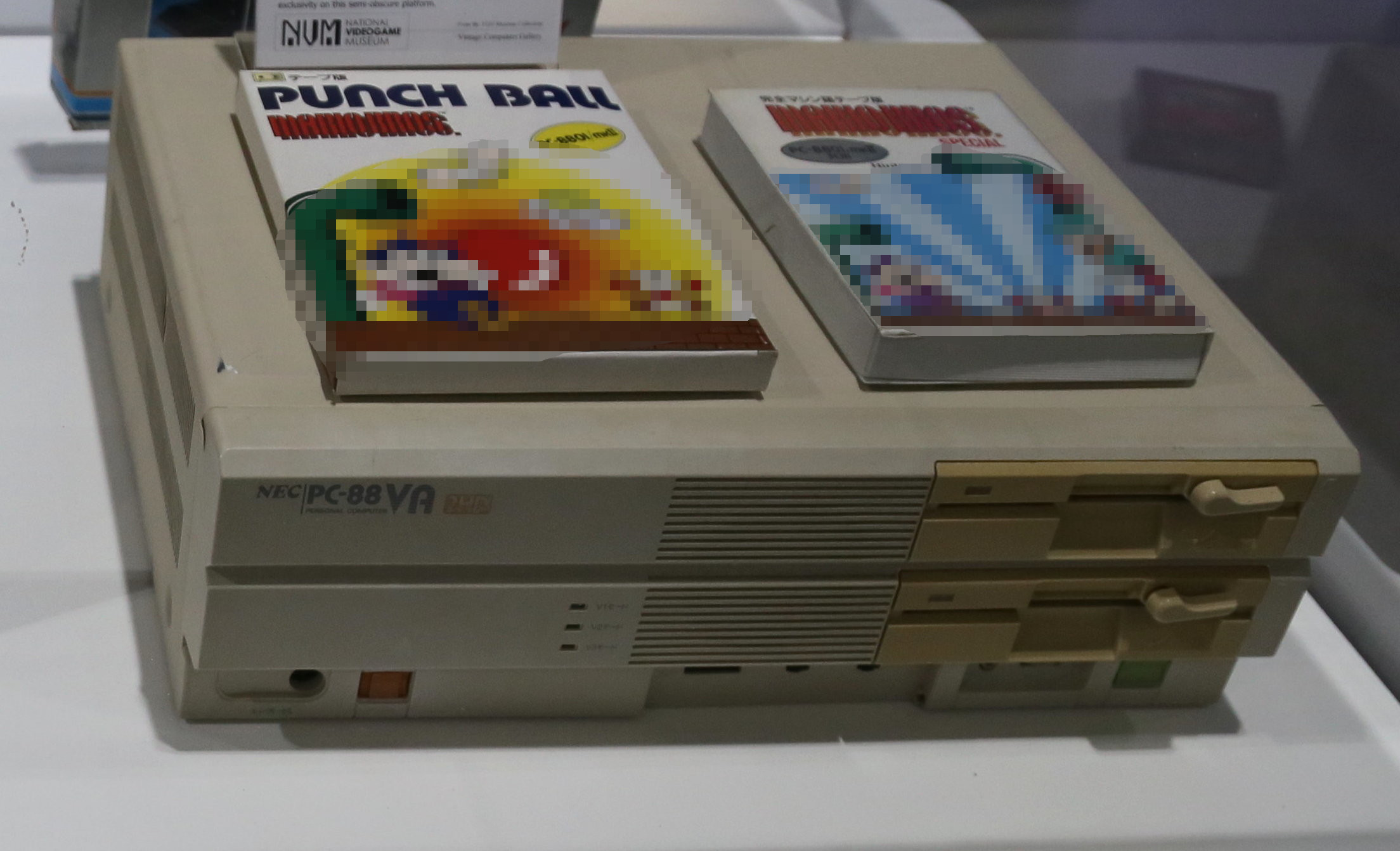
PC-88VAとゲームソフトのパッケージ2つ（マリオブラザーズなど）

1979年にNECからPC-8001シリーズ、1981年にPC-8800シリーズが発売されると、パソコン愛好家たちは、こぞってゲームの制作・ソースコードの打ち込み・購入・プレイなどに熱中した。
スペースインベーダー、ギャラクシアン、ムーンクレスタ、ゼビウスなどの人気タイトルが次々と移植され、麻雀ソフトも流行した。このPC-8001用に初代『信長の野望』も開発・販売され、国産パソコンゲームの数少ない長寿タイトルとなっている。
Category:PC-8000シリーズ用ゲームソフト
Category:PC-8800シリーズ用ゲームソフト
英語圏のみで発売されて日本では販売されなかったソフトも多いのでen:List of PC-88 gamesも参照のこと。
1982年に日本電気（NEC）が、業務に使える水準に性能を向上させたPC-9800シリーズを発売すると、大企業からマニアまで急速に普及した。パソコンの愛好家たちやゲームメーカーは、高性能化したPC-9800を使って多数のゲームを展開し、国産パソコンゲームの全盛期を築いた。
PC-9800は日本国外でも販売され、英語のゲームソフトも多数開発された。
以下の一覧も参照のこと
PC-9800シリーズのゲームタイトル一覧
Category:PC-9800シリーズ用ゲームソフト（英語圏でのみ発売され日本では販売されなかったソフトも多いので）en:List of PC-98 gamesも参照のこと。

### 1980年代 IBM PC用のゲーム

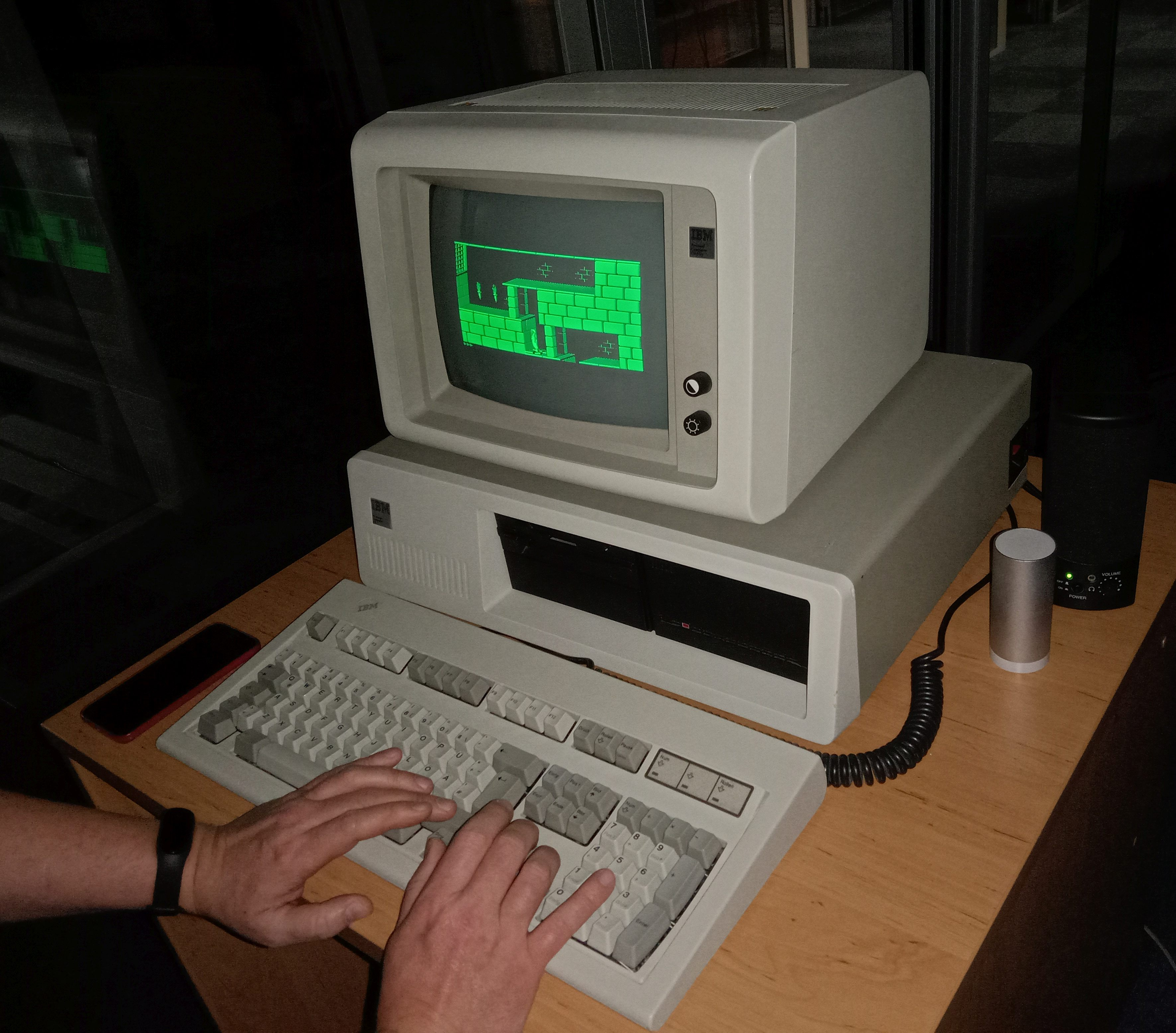
グリーンモニタのIBM PC（XT）でプリンス・オブ・ペルシャをプレイ

1981年には、「コンピュータ業界の巨人」と言われていたIBMがIBM PCを発売し、欧米ではこれが標準的なコンピュータとなり普及した。またIBM PCのクローンを作るコンピュータメーカーが多数登場し、クローンマシンの群は「IBM PC コンパチブル」「IBM PCクローン」（日本でいうところのPC/AT互換機）と呼ばれるようになり、IBM PCの仕様はデファクトスタンダード化した。
IBM PC（やそのクローン）は、基本はオフィスで使う想定で設計されたマシンなので主に企業の実務に使われたのではあるが、ゲームに使うということも行われた。たとえばアメリカの企業などの重役や中間管理職の部屋にIBM PCが設置されている場合でも、基本は仕事のために使っていたにしても、一方でデスクの引き出しの中にはゲームソフトを1～3個ほど潜ませておいて、仕事の合間に息抜きにゲームをして遊ぶようなことは一般的だった。
当時のIBM PCのディスプレイの主流はグリーンモニタ（当時「眼に優しい」と考えられていた緑色だけで表示するディスプレイ）であり、つまり単色表示であり、せいぜい濃淡しか表現できず、ほぼ白黒表示のようなものであった。カラー表示をしたいユーザはColor Graphics Adapter（CGA。IBM PC用のカラービデオカード）を使ったが、これもかなり限られた表示能力しかなく、色数の選択肢が2色、4色、16色しかなく、解像度も文字換算でわずか40x25あるいは80x25個表示できる水準でしかなく、かなり限られた表示能力でのゲームとなった。
1980年代に200以上のPCゲームが販売されるようになり、もとはApple II向けだったゲーム（Microsoft Flight Simulatorなど）も多数移植され、元はアーケードゲームだったゲーム（任天堂のドンキーコングやAtariのBattlezoneやナムコのパックマンなど）も移植された。
en:List of self-booting IBM PC compatible games

### Commodore 64のゲーム

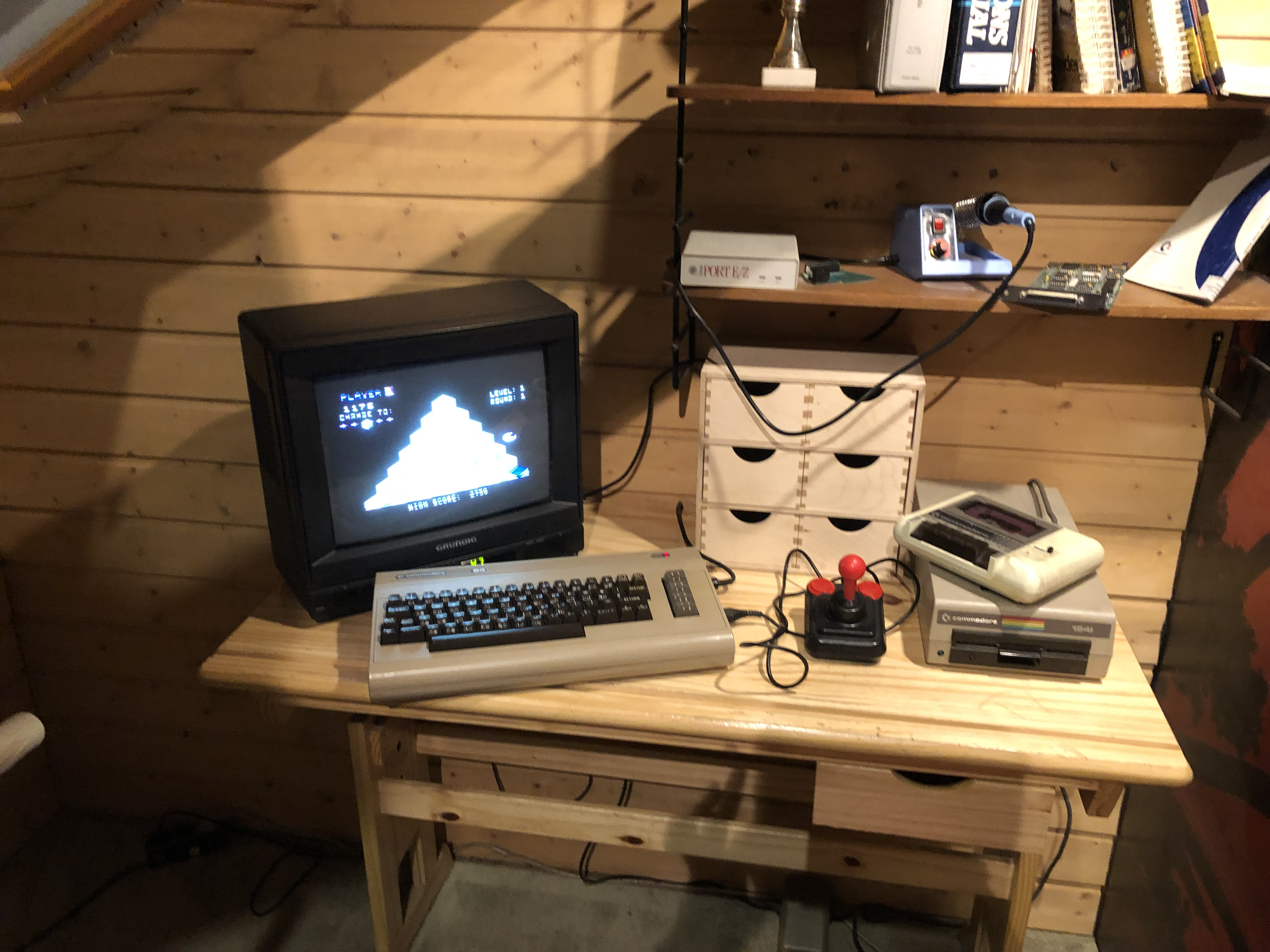
C64のゲームプレイ風景。キーボード一体型の本体、表示用のテレビ受像機、ジョイスティックコントローラ、フロッピーディスクドライブ、データレコーダ。（ベルリンのコンピューターゲーム博物館:de:Computerspielemuseum Berlinの展示）

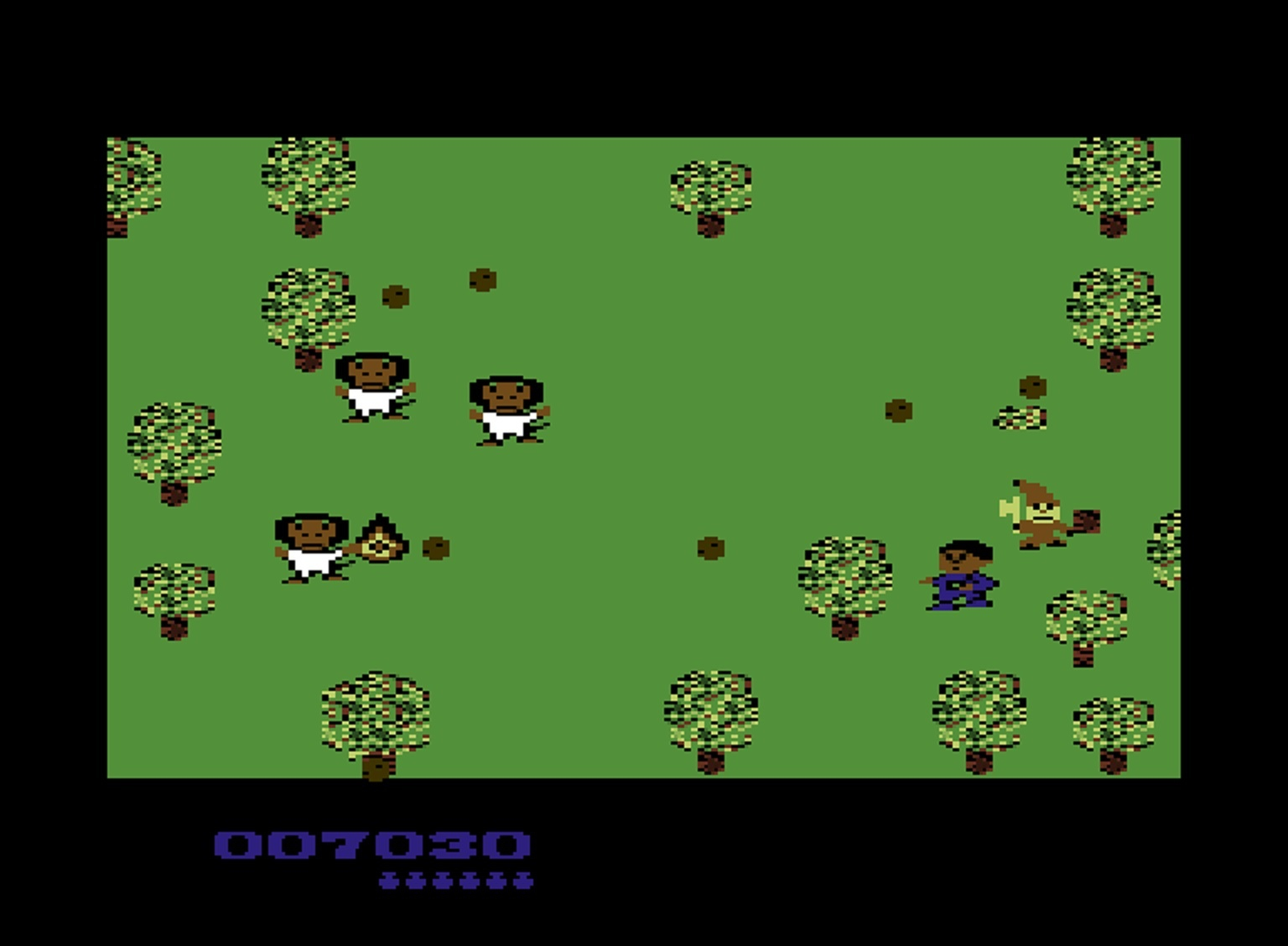
C64の「Spittis Search」の画面

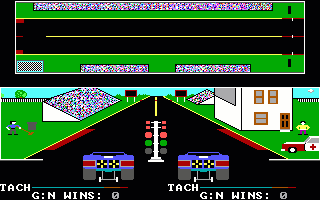
C64のドラッグレース・ゲーム

1982年にCommodore 64（コモドール64。略称 C64）の量産および販売が始まった。C64は欧米の一般家庭の人々に爆発的に売れた。C64はRFモジュレータ内蔵であったため、本体をそのまま家庭用テレビに接続して安価に使うことでき、また輝度信号と色信号に分離して出力可能なコンポジット映像信号出力端子も備えていたため、それに対応する別売専用モニターを接続すればより美しい出力を得ることもできた。コモドールは販売戦略にも長けていて、認定代理店で販売するだけでなく、デパートや玩具店やディスカウントストアでもC64を販売した。販売総数は1982年の量産開始から1993年の販売終了までに、1250万から1700万台ほどにおよんだとされており、単一機種としては最も販売台数の多いパーソナルコンピューターであり、今もこの記録は破られていない。1983年から1986年の間、C64は毎年200万台以上売れ、市場シェアは30%～40%にもおよんだ。競合機のPC/AT互換機やAppleの製品やAtariの8ビットファミリーよりもよく売れていた驚異的なマシンであり、家庭ではもっとも一般的なパソコンだったのである。
このC64向けに1万種を超えるソフトウェアが制作・販売されたとされており、家庭用のパソコンでありながらまるでゲームマシンのように使う人も多く、C64向けに2000本を超えるゲームソフトが制作・販売された。
- en:List of Commodore 64 games (A–M) - 1301 タイトル
- en:List of Commodore 64 games (N–Z) - 749 タイトル

なお日本の市場では、日本語への対応があまり良くなく、パソコンとしてはNECのパソコン群をはじめとする国産パソコンとの競合、ゲームマシンとしては日本のファミコンとの競合が起きるなどの諸事情が重なり、あまり販売数が伸びず日本では知名度が上がらなかった。だが欧米の人々にとっては、今なお1980年代のゲームマシンのようなパソコンとして圧倒的な知名度がある機種である。
2018年には復刻版のC64版がミニチュアサイズ、HDMI、USB端子つき、ジョイスティックつき、ゲームソフト64本こみで発売された（THEC64 Mini）。2019年にはC64の復刻盤、HDMI端子つき、実物大つまり1980年代当時のサイズで、おまけにキーボードのタッチ感も再現したものが、やはりゲームソフト64本プリインストール済みの状態で発売された。

### シャープX68000のゲーム
1987年にシャープから発売されたX68000はコアゲーマーから熱狂的な支持を受けた。MPUとして、それまで日本のパソコンでは使われていなかったモトローラのMC68000（Macintoshに搭載されていたもの）が搭載されていたこともあるが、なによりも当時としては大容量を誇るVRAMと強力なグラフィックコントローラ群によって実現された65,536色の多色グラフィックとスプライト機能、FM音源8チャンネル+ADPCM1チャンネル、1MBのメインメモリ（最大12MB）などの周辺回路により、総合的に競合製品を凌駕するホビーマシンとしての性能を備えていたからである。このX68000はゲームクリエイターを育成するための専門学校の実習機としても採用され、良質なゲームが多く作られた。

### 1990年代 3Dゲームの流行の始まり / ネットゲームの黎明
3Dゲームの流行
1990年代前半頃から3Dゲームが流行する。1990年代前半のパソコンゲームの中でも、特に3D描画を前面に押し出したタイトルを挙げるとすれば、DOOM、Duke Nukem 3D、DESCENT、MechWarrior 2、MYST、ニード・フォー・スピード、レミングスなどがある。だがこの時代、グラフィックの品質は概して低かった。何れも初版はCPUのみでレンダリングを行っており、画面解像度も640x480や800x600程度で、フレームレートも少なく、生ポリゴンの使用も多く、テクスチャマッピングは行われていても粗かった。高品質な描画でもフラットシェーディングの採用が多かった。
アーケードゲーム基板はメーカーの独自開発により複数のCPUや3Dアクセラレータが搭載可能になっていたため、当時のCGワークステーションに匹敵するような高品質な3Dを描画できた。アーケードゲームの流れを受け、パソコンゲームでも高品質なグラフィックを実現することを目標に3Dアクセラレータの開発が行われた。
とはいえ、すべてのゲーマーが3Dゲーム指向だったわけではなく、2Dゲームのほうを好んでいたゲーマーも多かった。2Dゲームは、1970年代後半から常に遊ばれ続け 、1990年代前半でもその状況は変わらなかった。
3Dアクセラレータの価格低下、グラフィックAPIの乱立
1995年、安価にパソコン用の3Dアクセラレータチップを作れるようになり、NVIDIAのNV1，ATiの3D Rage，MatroxのMystique，S3 GraphicsのViRGE，RenditionのVérité V1000などが一斉に登場した。
だがグラフィックAPIについて統一規格と呼べるものは未だなく、各社が異なるグラフィックAPIを提唱していた。例えば、NVIDIAは曲面描画API，ATiはATI3DCIF，S3 GraphicsはS3d，3dfxはGlideを提唱していた。これらの規格の違いで各社のグラフィックカードで遊べるゲームソフトが各々限定的になってしまった。また、ユーザー自身が購入するゲームソフトに応じてグラフィックカードの差異を強く意識しなければならず、プレイ環境一式を揃えようとすると非常に高価であることから、一般からは時期尚早として敬遠された。
Windows 95、DirectX
1995年8月25日にMicrosoftからWindows 95の英語版が発売され（日本語版発売は同年11月）、GUIで使いやすいことが世界中で評価され普及した。そして、1995年10月にMicrosoftからグラフィックAPIのDirectXの最初のバージョンが「Windows Games SDK」という名でリリースされると、これがグラフィックAPIのデファクトスタンダードとなってゆき、各グラフィックベンダーによる独自規格は廃れていった。DirectXがスタンダードとなったことにより、ゲーム開発の効率が上がるようになった。
1996年には、一世を風靡した3dfxのVoodoo Graphicsや、影は薄かったもののNECのPowerVR PCX1も登場した。この出来事によって、初めてパソコンゲームでハードウェア支援による高速な3D機能が利用可能となった。但し、技術の限界から限定的な描画プロセスしか扱えないため、透視変換やライティングなどの複雑なジオメトリ計算はCPUに一任されており、まだGPUとは呼べないものであった。
3Dゲームについて言えば、1990年代後半は3Dグラフィックスの可能性を試すようなソフトが多数発売された。主にFPS、レース、フライトシミュレータが多数を占めた。数は少ないが、日本のゲームメーカーによるアーケードゲームの移植も行われ、特にセガはセガラリー、バーチャファイター、電脳戦機バーチャロンなど、最先端の3Dゲームを続々と移植した。ただしこの時代のパソコンのスペックでは、3Dゲームの多くは荷が重すぎた。またメーカーの独自規格に依存したゲームも多く、自由にゲームパッドが選べなかったり、多少の環境差異でゲームが起動しなくなることも多かった。インストールや設定で不親切なゲームも多かった。デバイスドライバの問題によるパソコンのクラッシュも日常的に起きていた。
この時代の3Dパソコンゲームには、Quake，Unreal，Half-Life，Flight Simulator 95があり、ネットゲームには上記のオンラインRPGなどがある。
Windows 95が登場して数年で、コンピュータは「パソコン愛好家」や「マイコン愛好家」だけのものではなく「一般人」のものになりはじめており、すでに素朴なレベルのパソコンゲームは一般人の娯楽の選択肢となっていた。パソコンショップに行けば、たとえば素朴な2Dシューティングのパソコンゲーム、チェスや将棋などのボードゲーム、戦略シミュレーションゲームなどのパソコンゲームも「Windows 95用」とパッケージに明記された状態で店頭に並べられて販売されていたからである。この時代のパソコンのグラフィック性能でも2Dゲームは快適に遊ぶことができた。
GeForce256の発売とパソコンのグラフィック性能の向上
1999年にハードウェアT&Lを備えたGeForce256が、世界で初めて「GPU」と称して発売された。透視変換やライティングなどを行うジオメトリエンジンがハードウェア実装されたGeForce256の発売で、CPUが重い負荷から開放されたことで、グラフィック処理が劇的に高速化し、パソコンゲームのグラフィックは最先端のゲーム機と並ぶようになった。ハードウェアT&L以降はCPUとGPUというプロセッサの役割分担が明確化した。
日本国内のPCゲームの動向
Windows 95の発売後、PC/AT互換機が日本国内でも普及したことにより国産PCの売上は減少し、国産メーカーの多くが市場から次々と撤退、日本のゲームメーカーはそれに伴ってパソコンゲームから撤退し当時流行のゲーム機（32bit/64bitのもの）向けの開発に移ったことで、日本ではPCゲーム市場は急激に縮小した。なお、PCゲーマーであった原田勝弘（バンダイナムコ）は、当時はゲーム機の大ヒットで頂点に立っていたようにみえた日本のゲーム業界も、実はこの頃から弱体化が始まっていたと述べている。その代わり、以前から存在した同人ゲーム、アダルトゲームに加え、インターネットからダウンロードするフリーゲームが台頭した。
インターネットゲームの黎明
1990年代には既にネット対戦機能を搭載したゲームも発売され、LANパーティーなどのネット対戦がパソコンマニアの間で徐々に普及した。
1997年にMORPGのディアブロが発売され、MMORPGのウルティマオンラインも発売された。1998年には韓国製MMORPGのリネージュが発売された。何れも発売当時のパソコンやネット回線では極めて負荷が高く、滑らかには動作しなかったが、ハード側の性能向上により人気も増加し、これらは今日では多人数参加によるRPGの先駆的なゲームソフトとして知られている。
1990年代後半に入りネット対戦機能を備えたゲームが増えたことで、LANパーティーも次第に隆盛し、1997年に世界初のプロゲーマー参加型のe-Sports大会である「サイバーアスリート・プロフェッショナル・リーグ」がアメリカで開催された。
インターネットの利用が一般人の生活にも浸透してくると、パソコンの低価格化とネット回線の高速化と常時接続の普及で、ゲームマニアの間でネットゲームが流行し始めた。ネット回線が高速化したことで、MMORPGが実用的になった。
2000年以降、パソコンの普及にさらに加速がかかり、販売台数が増えたことにより、販売価格の低下も加速した。インターネットも常時接続の時代を迎え徐々に普及していき、ネットカフェも増えた。
2000年3月4日はソニーのPlayStation 2が発売され、そのグラフィック性能はパソコンゲームのライバルにもなった。

### 2000年代 シェーダー、マルチコアCPU、Steam、実況プレイ
2002年に発表されたSteamが徐々に一般化したことで、パソコンゲームの流通に大きな変化が起きた。（Steamの詳細は後述）
この時代は3Dパソコンゲームのタイトルが非常に増えた。代表的なものを挙げるとするとたとえばHALO、Half-Life 2、Far Cry、DOOM3、Battlefield、Grand Theft Auto 3、Crysis、ニード・フォー・スピードなどである。コンシューマゲーム機の前に劣勢だったゲームソフトのネームバリューも充実した。
一方でその当時のハイエンドパソコンでしか遊べないゲームが多くリリースされ、プレイ環境一式の価格を考えるとマニア向けの娯楽に留まっていた。
シェーダー、マルチコアCPU
ムーアの法則はパソコンが登場する前から成立しており、パソコンは1970年代に登場した時から、利用者の性能需要に応えるべく常に性能を向上させ続けており、メーカーは2000年代も同様に性能を向上させつづけていた。2000年代はプログラマブルシェーダーが実用化し、GPUがグラフィックの牽引役を引き続き担った。
PCメーカーや半導体メーカーによる際限のない性能向上や低価格化の競争は、2000年代も続けられ、その結果、2006年にインテルはマルチコアCPUの第2世代で低価格帯のものを用意しIntel Coreシリーズとしてリリースしそれの普及が始まった。メモリの容量あたりの低価格化がも行し、この段階で数GBのメインメモリの搭載が当たり前になった。そのようなPCスペック向上のおかげで、3Dパソコンゲームも一般人の娯楽の選択肢として現実的になった。
ゲーミングPCの販売の始まり
なお、秋葉原創業のPC専門店ドスパラはゲーム用のPCとして2002年に「GALLERIA」シリーズを発売し、2006年ごろからはいくつかのゲームタイトルでゲームメーカーから「このスペックのPCなら当ゲームを楽しめる」と認定を得て「ゲーム推奨パソコン」として販売するようになっていた。これらのパソコンは特にゲームを楽しむことを前提に販売されたわけなので、今日のゲーミングPCの（日本における）源流と言うことはできる。
オンラインサービスやSNSやSteamの普及、実況プレイの流行
一般人もパソコンやオンラインサービスの利用に慣れ、ネットゲームも違和感なく受け入れられる人の割合が増えた。動画共有サービス・SNSなどでゲーム動画や実況プレイ動画をアップロードすることも流行していった。
ECサイトでのソフトの購入や、ユーザーフレンドリーなゲームインストール環境であるSteamも普及し、パソコンゲームはより身近なものになった。

### 2010年代  マルチプラットフォーム化やe-Sportsの勃興
2010年代にはゲームメーカーのマルチプラットフォーム戦略の一環で、コンシューマゲーム機のみで展開していたソフトがSteamで大量に供給され始めると、パソコンゲームとコンシューマゲームの区別がなくなる傾向も進んだ。オンラインでゲームが売買されることが当たり前になり、操作説明もゲーム内で用意されるようになり、むしろゲームのパッケージ販売がマニア向けになっていった。パソコン発のオンラインゲームのMinecraftはコンシューマーからも大きな人気を集めた。また3Dゲームのブームが一段落したことで2Dゲームも再評価がされている。
2010年代も中盤に入ると、ゲームマシンの違いを問う意味が無いほどにマルチプラットフォーム化が進んだ。
e-Sports
パソコンゲームの対戦の大会に若者が熱中しはじめ、それがいろいろな意味で「金のなる木」になると気付いた企業もそれを後押しし、それを「e-Sports」と呼び、世論もかつてのゲーム有害論から転換していった。
VRゲーム
2010年代末ころから、VRヘッドセットやVRコントローラが安価になってきたことにより、パソコンゲームは没入感を高める方向でも進化した。また他のサービスとの連携も模索している。

## PCゲーム市場の近況
2007年にiPhoneが2008年にAndroidのスマートフォンががリリースされ、2010年代にはスマートフォンが急激に世界的に普及し、スマートフォンゲームアプリの市場が急拡大しはじめていくことで、特に携帯型ゲーム機と競合していった。
一方、PCゲームの市場のほうは拡大し、Steamのconcurrent usersの数は、同社の発表によると、2012年に500万人、2015年1月には1200万人、というように急増していた。
2010年代のなかばころには、ゲーミングPC市場は世界で年8～10%の成長を続けている状況になっており、NVIDIAの試算によれば、ある程度のグラフィックレベルのゲームを週1回以上プレイするPCゲーム・ユーザーの数は3億人に達している、とされた。
SteamでのPCゲームのダウンロードが普及してゆく中、2010年以降、PC上でしかプレイできないマルチプレイヤーオンラインバトルアリーナ (MOBA) と、F2Pというジャンルが急激な普及し、エレクトロニック・スポーツやTwitchなどのライブストリーミング配信プラットフォームで観戦して楽しむ人達が増えたことなどが、PCゲームの市場規模の拡大を後押しして、売上規模でPCゲームの市場規模はコンソール向けゲームの市場規模を越えた。
2010年代のなかばころには、PCゲームのプレイを録画してネットで流したり、プレイを実況で流すことが流行するようになっており、すでに一般のスポーツ中継（F1やNFL）並の規模に到達していた。
2015年時点の予測で、PCゲーム市場は2019年までに350億ドル規模に成長すると見込まれ、スマートフォンと並んでゲーム市場の成長の牽引役となることが予測された。
久夛良木健は2016年、PCでのゲーム開発環境ひいてはゲームプレイ環境の充実により、ゲームタイトル開発における家庭用ゲームとPCゲームのプラットフォームの融合も進んでいる、と指摘した。

### 日本
日本のPCゲーム市場は1980年代から1990年代前半にかけて盛り上がりをみせたものの、その後衰退し、世界市場と比べるとその規模が小さく、2000年代はニッチ市場から脱してない状況だった。
そのせいで小さな販売数で大きな利益を得ようとする高価格な傾向があった。

多くのゲーム制作会社はPCゲームの代わりにコンシューマー向けのゲーム開発に集中していた。その原因は以下である。
- もともと日本は任天堂、ソニー、セガなど強力なコンシューマー機メーカーの本拠地であった
- 国産PCと共に広まったPCゲームだが、1995年から始まったWindows 95とPC/AT互換機の普及により国産PCの衰退・壊滅が起きた
- 日本で輸入販売された海外製PCゲームソフトは日本語表示に対応していないものが多く、日本国内では販売が伸びなかった
- PCゲームのメジャーなジャンルとなったRTS・FPSの人気が長らく低かった
- 携帯電話が世界に先駆けてガラパゴスケータイとして多機能化し、パソコンは学校教育等であまり使われず、携帯電話とゲーム機があれば足りる点から若者のパソコン離れが起きた

これらの要因が重なった結果、日本国内のPCゲーム市場は低迷が続く状態だった。このような状況に転機が訪れたのは2010年代だった。
2010年代に入って、今度はアーケードや家庭用ゲームの市場のほうが衰退傾向に陥っていた。その原因はスマートフォンの台頭である。日本では2010年代に起きた低価格スマホの普及によりアプリストアでゲームアプリを簡単にダウンロードできるようになったことで、（PCゲームレベルの品質にこそ届かないものの）そこそこのクォリティーのゲームが多くの人々により容易く行き渡れるようになった。これがアーケード・家庭用ゲーム衰退の原因の一つであった。
そんな状況下で、日本のPCゲーム市場は、スマホのゲームアプリに負けることはなく復興の兆しをみせた。2015年ころにはSteam総ユーザ数のうち、日本ユーザは4 - 5%まで増えた。
2010年代のなかば、NVIDIAのGeForceビジネスユニット担当の副社長からは「ゲームの実況を視聴して楽しむことは日本ではまだ立ち上がりの段階だ（そしてこれから伸びるだろう）」とし、「また日本のPCゲーム市場はGPUの購入傾向から見るとハイエンド指向が突出している」と分析した。
2020年代からはSteamの日本ユーザーがもう一度大幅に増加する動きがある。日本のPCゲーム市場は高い成長率を記録し、Steamの国別ランキングのトップ10にも入った。それに合わせて、日本語公式対応のPCゲームソフトが増えつつある。日本語未対応のソフトも、ユーザー側が非公式翻訳パッチを制作・公開するケースが増えた。
2022年の株式会社ヒューマンメディアの調査では、ゲームをする際によく使う機器としてコンソール15%、PC14%と差が縮まっている。なお1位はスマホ42%である。

### 東アジア大陸
東アジア大陸諸国は、日本とは真逆にいち早くからPCゲームが盛んだった。日本・欧米とは違って家庭用ゲーム市場が極めて微弱だった事、著作権法が日欧米と比べて緩かったため海賊版を恐れてコンソール系のゲームメーカーがあまり参入しなかった事などが東アジア諸国でPCゲームが普及した原因となった。
これらの国は「PCゲーム特化のゲームセンター」に近いネットカフェが多い事が特徴である。

#### 韓国
韓国で1990年代末期からPCゲームが台頭しはじめた。これは日本におけるPCゲーム普及よりも約20年早いのである。
当時の韓国政府が推進していた「国民PC」普及政策、そして同時期のBlizzard社のRTS『StarCraft』の大ヒット、PC房（インターネットカフェ）の普及、これらの要因が噛み合って90年代末～2000年代初期の韓国でパソコンゲームが主流になったのである。
2000年代中盤、韓国にPS2・ニンテンドーDSが正式輸入されたとき、暫くは家庭用ゲーム市場が韓国で拡大する動きがあった。しかし以降も韓国はPCゲームが圧倒的主流のままである。
著作権法がまだ未整備だった2006年以前の韓国では「ジュエルゲーム」という形式のゲームパッケージが売れていた。ジュエルゲームとは「ジュエルケースに入ったCD一枚、と簡略な説明書」といったシンプルな構成の廉価版ゲームパッケージであり、嵩張るパッケージボックス・その他の付属品を一切省いたものである。真っ当なソフト会社が正式に販売したジュエルゲームもあったが、海賊版ソフトも多くあった。中には欧米のサイト上で公開されているフリーソフトを流用してアセットフリップしただけ、（そもそもPC版移植が存在しないはずの）日本製家庭用ソフトをROMファイルの形式で抽出してエミュレータを添えただけ、のような代物まで存在していた。

#### 中国
モバイル・PCが主流でコンソールゲーム市場は極めて微弱である。2015年の調査では、中国ゲーム市場全体の221億米ドルのうち、約57%の125億ドルがPC・MMOゲームだとされている（一方、家庭用ゲームは、たった1.8%の4億ドルしかない）。この割合はスマホゲーム市場の成長で落ちたものの、2022年時点でもPCゲームが市場の31%を占める中国は相変わらずPCゲームが盛んな国である。
中国でも、やはりブリザード社製のPCゲームが人気である。Starcraftが盛んな韓国と比べて、こちらはWarcraftシリーズが主流である。特に『ウォークラフト3』は中国の国民的ゲームになっており、関連大会も2010年代からほぼ全部中国で開催されている。同シリーズを映画化した作品の収益の半分以上が中国から発生したほどである。

### 欧米諸国
（2000年代の日本ほど極端でないものの）欧米全体としてはモバイル・コンソールに対してPCゲームが劣勢である感が否めない。それでもPCゲームは着実に市場全体の中で一定のシェアを確保している。
2023年における全世界ゲーム市場のうち約20%がPCゲームであり、欧米諸国もだいたいこの割合を維持している。
欧米諸国では「西欧ほど（コンソールに対し）PCゲームが劣勢か拮抗、東欧に近いほどPCゲームが優勢」な傾向がある。

#### 英語圏
北米のゲーム市場におけるPCゲームの割合は他の欧米諸国の平均レベルである。
かつてアメリカはパソコンの発祥地らしく、PCゲームが市場全体の半分近くを占めたこともあった（参考：2015年アメリカの機種別ゲーム市場シェア）。しかし、同じくアメリカで台頭したスマホおよびアプリストアの影響でPCゲームのシェアが落ち、今の北米は諸外国と同じく約20%前後に落ち着いている。
一方イギリスではコンソールがPCゲームに対して優勢であり、40%以上のユーザーが家庭用ゲームを好んでいる。これはPCゲームを好む層の倍以上である。

#### 北西ヨーロッパ
ドイツはPC・コンソール・モバイルの三者が対等に拮抗する国である。RTS『Command & Conquer』シリーズが国民的ゲームになったり、PCゲームユーザーを題材にしたユーモア動画が人気になるなど、PCゲームはドイツでそれなりの存在感を示している。
フランスはPCゲームが劣勢な国である。ユーザー数こそモバイル・家庭用とほぼ同じものの、市場シェアの面ではたった17%しか占めていない。この割合は、スマホゲームの22.4%より低いものである。一方、家庭用はフランスのゲーム市場の60%を占めている。
PCゲームで頭角を現す国の一つとしてスウェーデンがある。Mojangが開発した『マインクラフト』が世界的な大ヒットを出したことをきっかけに、スウェーデンはPCゲーム強国の一つとして存在感を示すことになった。
他に有名なスウェーデンのPCゲーム開発会社は、『Europa Universalis』・『Hearts of Iron』シリーズなど歴史戦略シミュレーションが主力商品であるParadox Interactive社、『Sanctum』シリーズ・『ヤギシミュレーター』などで知られているCoffee Stain Studioなどがある。また、スウェーデンでは外国系ゲームデベロッパーの子会社・スタジオも多く存在している。
スウェーデンのゲーム業界は、国内の内需だけでなく世界各国への輸出に多くの力を入れる傾向がある。特に近年ではスウェーデン国内のゲーム市場規模（約31億ユーロ）よりも海外輸出額のほうが大きくなった。

#### 旧ソ連・東ヨーロッパ
家庭用ゲームが優勢な西欧と比べて、東欧は全体的にPCゲームが優勢な地域である。
ロシアはPCゲームが盛んな国の一つである。中国と同じく、コンソール市場が貧弱だったためである。
ユーザー数だけ見ると、PCゲームをプレイするロシア人は約4千万人で、スマホゲームユーザーの6千5百万人よりやや少ない。ただし、「どのプラットフォームを好むか」に注目すると、60%がPCゲームを好み、これはスマホゲームを好む層の19%、コンソールを好む層の20%よりも遥かに多いのである。
ほかの東ヨーロッパ・バルカン半島諸国もPCゲーム優勢の地域で、これらの国ではゲーム市場の30~40%以上をPCゲームが占めている。この地域では（西欧・ロシアと比べて小規模ながら）PCゲームで頭角を現す会社がいくつか点在している。（例：3Division、SCS Software）

### 中東・アフリカ・インド亜大陸
これらの国は、そもそもPCゲーム・家庭用ゲーム両方の市場が極めて小さかったので、スマホの登場と同時にモバイルゲームが圧倒的主流になった地域である。例えばインドのゲーム人口の94%がスマホゲームユーザーである一方、PCゲーム・家庭用ゲームはそれぞれ9%・4%しか占めてない。
例外的にオイルマネーで潤う湾岸諸国はPC・コンソールゲームが相当のシェアを占めている。

## 主なPCゲームストア
PCゲームをダウンロード販売している主なストア。総合的なストアは、幅広いデベロッパーのゲームを数多く揃えている傾向にある。ゲーム会社が独自に展開するストアは主に自社製品に特化したものであるが、サードパーティー製のゲームを取り扱っているものもある。その他のストアは、ゲームソフトの引き換えに必要なプロダクトキーを販売するストアであり、比較的安価に販売されているものが多い。（※括弧内はメーカーと、主な配信タイトル）
総合的なストア
- Steam（Valve Corporation社、大手デベロッパーの大作に加え、インディーゲームのタイトルも数多く揃えられているのが特徴。）
- GOG（The WitcherシリーズやCyberpunk 2077で知られるCD Projekt社傘下。AAAゲームやインディーゲームが多数売られており、販売されている製品は全てDRMフリー。アクティベーションの撤廃をはじめ、インストール台数に制限はなく、購入した製品のユーザー側でのバックアップも自由であり、そのためダウンロード販売で運営元が倒産した時にありがちな購入した製品がプレイ出来なくなる、といった心配はない。）
- Microsoftストア （マイクロソフト社、マインクラフト、Forza Horizonシリーズ）

ゲーム開発会社が独自に展開するストア
- Origin （エレクトロニック・アーツ社、バトルフィールドシリーズ、Apex Legends、タイタンフォールシリーズ、The Simsシリーズ、FIFAシリーズ）
- Ubisoft Connect （ユービーアイソフト社、アサシン クリードシリーズ、ウォッチドッグスシリーズ、Far Cryシリーズ、レインボーシックス シージ）
- Epic Games Store （Epic Games社、フォートナイト）
- Battle.net （ブリザード・エンターテイメント社、コール オブ デューティシリーズ、オーバーウォッチ、World of Warcraft、ハースストーン）
- Rockstar Games Launcher（Rockstar Games社、レッド・デッドシリーズ、グランド・セフト・オートシリーズ）
- Bethesda Launcher（ベセスダ・ソフトワークス社、Fallout シリーズ、The Elder Scrollsシリーズ）

その他のストア
- G2A
- Humble Bundle
- IndieGala
- Fanatical
- Green Man Gaming（英語版）
- GameBillet
- WinGameStore
- Voidu
- DLGamer

### Steam
Steamについては特筆に値するので、特に一節を割いて説明する。
2002年に発表されたSteamは、ゲームのダウンロード販売と配信、著作権管理（アクティベーションによるコピーガード）、自動アップデート、そしてソーシャルネットワーク機能があり、完全なダウンロード販売のため、パッケージや説明書の印刷コストや流通コストも必要なくなり、ゲームの低価格化を促進した。さらに、Steamの特徴として常に何らかのセールを行い、年に数回の大規模セールでは4,000を超えるタイトルがセール対象となり、AAAタイトルでも50%引き〜75%引きなど高割引率での販売がされる。これは販売コストが低いダウンロード販売ならではの手法であり、セールによって売り上げの向上とさらなる利益をもたらしている。
これら、SteamやOriginやUplayは単なるゲームのダウンロード販売サイトでなく、ゲーム配信プラットフォームであり、CDキー（シリアル番号）の入力によって自社ストアからの購入でなくてもゲームをアカウントに追加することができる（購入したCDキーをアカウントの情報に登録する必要があるため、CDキーを2つ以上のアカウントで使い回す不正を防ぐことができる）。小売店においても在庫コストを要しないCDキーのみの販売とするメリットは大きく、2014年現在では世界のPCゲーム販売のほとんどがゲーム配信プラットフォームを介したものであり、パッケージソフトでの販売はごく少数にとどまっている。
高速インターネットの普及で大容量のPCゲームを数分～数時間でダウンロードし遊べる手軽さや、ダウンロード販売のため中間マージンが発生しないことによる低価格が市場を後押ししている。

## 各OS
一言にパソコンと言っても、OSはいくつもある。Windowsでも、MacOSでも、Linuxでもパソコンゲームは遊ぶことができる。1990年代後半以降、PC/AT互換機のWindows向けが圧倒的に多い状況となっているものの、2010年代のマルチプラットフォーム化の進展により、MacOSやLinux対応のものも増えている。

### Windows
1995年にWindows 95が発売されて以降は、PCにおけるゲームの販売数（売上金額）でWindows/DirectX向けが圧倒的に多い状況になっている。フリーゲームも同様である。DirectX向けのGPUにはNVIDIA GeForceやAMD Radeonがある。2016年現在でもOpenGLやmacOS、Linux向けにゲームは開発されているが、大手パブリッシャーから出ているゲームはWindowsからの移植がほとんどで、Windows以外のOS向けにゲームの開発を手がけるパブリッシャーはPangea Softwareなど非常に少数である。
Windows 10ではWindowsストアのアプリ基盤としてユニバーサルWindowsプラットフォームがあり、Xbox Oneなども対応している。

### MacOS
Macも、機種によってCPUの性能が異なるが、近年の機種で言えばMacBook ProのCPUの性能はMacの中でも高いので、グラフィックの性能を求めるゲームの処理も軽々とこなすことができる。
SteamでもMacOS対応のゲームがダウンロードできる。
特に2020年11月に高性能なApple M1チップが発表され、同チップが搭載されたMacが市販されるようになってからは、ゲームコミュニティの中でMacOSの評価が以前よりも高くなった。
英語版の以下の記事も参照可。
en:List of Macintosh games （アルファベット名で配列され、リストが分断されてしまっているが、各アルファベット内で右端のOSのバージョンを選べば近年のゲームも検索できる。）
en:Mac gaming

### Linux
Linux向けのゲームも多数開発されており、無料のゲームが多く流通している。
SteamからLinux用のゲームをダウンロードして遊ぶこともできる。さらにSteamにはSteam Playという元々Windows向けのゲームをLinux上で動作させる仕組みがあるので、Linux上でWindows向けのゲームも遊ぶことができる。一言でLinuxと言ってもさまざまなディストリビューションがあるが、特にUbuntuはSteamの公式対応となっているのでSteam上のLinux向けゲームを容易に動かすことができる。他の種類のLinuxについては、それなりの工夫が必要となる場合も多い。
Linuxでレトロゲームを動かすためのソフトウェア類が無料で多数公開されており、それに役立つハードウェア類も多数販売されている。レトロゲームを動かしたいならば、WindowsよりもむしろLinuxのほうが適している、と言えるくらいにLinuxはその類のソフトウェアやハードウェアが充実している。Linuxが動いているRaspberry Piを（かつてのファミコンなどのゲームが非常に多種類動くような）ゲーム専用のマシンに仕立て上げることも、Raspberry Piユーザたちや、Makers（メイカーズムーブメントの実行者たち）の間ではそれなりに流行している。

## 特徴、長所・短所
パソコンゲームの特徴を説明するには、まずパソコンゲームは何かという定義に立ち返らなければならないが、パソコンゲーム（PCゲーム）は、定義のとおり、パーソナルコンピュータ上で動作するコンピュータゲームであり、かなり幅が広い。
パソコンの性能も時代ごとにかなり変化してきており、また1980年代、1990年代と同一の時代でくくってもパソコンの機種ごとに性能の高低はあり、現代でも、2000年代でも低性能のパソコンもあれば高性能のパソコンもあり、さらに最初から主にゲームをすることを前提に設計されたPC（ゲーミングPC）もあり、全ての時代のパソコンゲームの特徴や長所・短所を簡潔に説明することは非常に困難である。
下では比較的近年（おおむね2010年代以降）のパソコンゲームの長所・短所について解説する。

### 長所
ソフトウェア頒布の自由度が高い

パソコンプラットフォームの決定的な特徴は、ソフトウェア頒布方法がシステムに制御されないことである（iOS/AndroidでいえばApp Store/Google Play、PlayStationでいえばPlayStation Storeのような縛りが存在しない）。よってプラットフォームによる「アップル税」などの経費、表現規制なども迂回できる。これによる利点は以下のソフトウェアコストの削減や自由な表現に繋がる。
販売価格が比較的安価なものが多い
AndroidスマホのGoogle Playのコミッションも30%、iPhoneのApp Storeのコミッションも30%、PCゲームのDLサイトのSteamのコミッションも30%となっており、つまりスマホのアプリストアでのゲームの販売とSteamでのゲームの販売でコミッションに関しては同率なのであるが、PCゲームのほうが販売価格が安価に設定されていることが多い。
その理由は、AndroidアプリのストアはGoogle Playに事実上ほぼ独占されており、iPhoneアプリのストアもApp Storeに事実上独占されていて、アプリ制作会社にとって販売ルートがひとつしか無く、他の販路を選ぶことができない状況に置かれており（これに関してEpic Games対Apple訴訟では、Appleのやり方は独占禁止法に抵触すると提訴された）、価格競争が起きないので価格が高止まりする力が働くのに対して、PCゲームの場合は、DLサイトが多数あり（代表的なPCゲームの大手ストアはsteam、Origin、Ubisoftなどがあり、他にもHumble Bundle、IndieGala、Fanatical、G2Aなど安価なマーケットプレイスもある）、制作者が独自のストア（ウェブサイトやクライアントソフトなど）で販売することもでき、その場合はプラットフォームに料金を支払う必要が無い分 販売価格を低く設定でき、またそれらのストアの間で価格競争が生じることにより、結果としてPCゲームの価格は安くなりやすい。その結果、全てのパソコンゲームは安価な傾向がある。。（なお無料で配布されているPCゲームも多くあるが、無料のものも多いというのはPCゲームに限った話ではなく、Androidゲームアプリも同様に無料のものが多く、PlayStation向けでも無料のゲームが常時数十本ほどストア（PlayStation Store）に並んでいる。）
新作だけでなく旧作も流通しつづけている
長い年月を経た旧型プラットフォーム向けのゲームも、Windows向けに作られたものなどは多くのもので動作が期待できる。動作しない場合でも互換モードやデュアルブート、エミュレーター（仮想環境）の構築によってプレイできる場合が多い。逆にハイエンドな環境を要求する新しいゲームでも、グラフィックの品質や解像度を落とすなどで多少古いシステム上でもプレイ可能になる。グラフィックカードの交換など、ハードウェアのアップグレードで最適なプレイ環境を得ることもできる。
オンライン接続サブスクリプションが強制されない場合も多い
PS4以降のPS Plusや、XboxのLive Gold、Nintendo Switch Onlineなど、近年のコンシューマーゲーム機にはオンラインマルチプレイに参加する際に、接続料金としてサブスクリプションへの加入が義務付けられていることが多い。対してPC用ゲームの場合は接続料金が一律義務付けられていることはなく、料金徴収の有無はゲームタイトルの運営会社に委ねられている。またFPSゲームの場合は、サーバーを運営するユーザー（サーバー管理者）の有志に委ねられているケースが多く、一個人のプレイヤーがオンラインマルチプレイに参加する際に別途サブスクリプションへの加入が義務付けられるケースは比較的少ない。
購入後のクーリングオフ（返金）が可能な場合がある
Steamに限った例であるが、ゲームをダウンロードしてプレイした後でも、プレイ時間が2時間以内であれば「面白くなかった」など如何なる理由でも返金を受け付けるポリシーが運用されている。PlayStation Storeや、ニンテンドーeショップなど他プラットフォームと比較して、返品および返金のハードルが低く、手厚いクーリングオフが運用されている。
インディーズゲームを公開しやすい
フリーゲームや同人ゲームなどのインディーズゲームを公開しやすい。
MODを利用できるソフトがある
一部のゲームではユーザー自身がゲームの拡張や修正、またはキャラクターをカスタマイズし、一種のDLCとしてそれらのデータを配布できる「MOD」と呼ばれる機能がある。これもコンシューマー機と異なる長所である。
入力機器の選択肢が広い
キーボードやマウスなど幅広い入力デバイスやバーチャルリアリティを含む周辺機器がサポートされている。ゲームパッドやジョイスティック、ハンドルコントローラー、タッチパネル、3Dグラス、VRゴーグルなどがある。
（ハイエンド機の場合）グラフィックの美しさ
ゲーミングPCの中でも特にハイエンドのマシンに限定した話をすれば、コンシューマーゲーム機よりも、複雑かつ多量の処理をこなすことができる。また、グラフィックボード等を最新のものに交換することもできる。
ミドルレンジの場合、互角程度となる。2010年代の場合、グラフィック性能の対比がされるコンシューマー機のPlayStation 4に対してはパソコンゲームのほうがやや優位になっていたが、2020年11月にPlayStation 5（グラフィック性能やメモリの帯域（データ転送速度）が非常に高く、レイトレーシングや水面描写も細やかで、最初から4K表示も可能）が発売された。

### 短所
チューニングが難しい、動作が安定しない事態が起きる、自力で問題解決しなければならない
パソコンというものは基本的に汎用目的で開発・設計されており、そのパーツ類たとえばCPU・メモリ・ストレージなど、さらに言えばGPUも元々全て汎用目的で開発されている。ひとつの設定やチューニングを間違えるだけで、処理能力が低下し表示がカクカクした動きになってしまいまともにプレイできなくなってしまうことや、ゲームが全く動作しなくなることが起きうる。具体的な原因はいろいろありうるが、ハードウェアやソフトウェアの互換性問題もひとつだし、Windowsのバージョンをアップデートすると動かなくなる場合もあり、デバイスドライバのバージョンが古いままだと動作しない場合もあり、またユーザが使用しているセキュリティソフトとの相性が悪くて動作不良を起こす場合もある。このような動作上の問題が起きればプレイヤーは、ネットで類似のトラブルを経験しているプレイヤーの情報を調べて時間を費やしたり、手探り状態でさまざまな試行錯誤をすることを強いられ、心理的ストレスとなる。
マシンのセキュリティが甘くなる傾向がある
パソコンはコンシューマー機（ゲーム機）と比較すると、セキュリティ上のリスクに晒される可能性がかなり高い。コンシューマー機が利用するネットワークは基本的にPSNやニンテンドーネットワークなどコンシューマー機メーカーが厳格に管理するネットワークサービスであり、そこでオンライン販売されるゲームソフトも事前にセキュリティ上のチェックがかなり厳格に行われているので、比較的安全である。それに対してパソコンはあくまで汎用目的のコンピュータであり、インターネット上に誰でも簡単にあらゆるファイルをアップロードできてしまうし、何でも簡単にダウンロード・インストールしてしまえるので、パソコンにはマルウェアが入り込む余地が（コンシューマー機と比較して）高い。
チートの蔓延
特にセキュリティ対策が脆弱なオンラインゲームでは、チートという不正行為が蔓延しやすい。
ハードウェアの値段が高い
コンシューマー機に比べるとハードウェアの値段が高い。コンシューマー機（家庭用ゲーム機）は、ゲーム用に開発・生産されているため比較的安価な価格設定がされているのに対して、ゲーム以外の多種多様な用途でも利用できるパソコンは高額である。
一例を挙げると、PlayStation 5（PS5）の販売価格は発売時のディスク搭載モデルが49,980円でディスク非搭載モデルが39,980円だったが、PS5と同等の性能のパソコンというと「ゲーミングPCの中のミドルレンジのもの」に相当し、その価格は15万円ほどにもなってしまう。つまりPS5と同等のグラフィック性能のゲームマシンをパソコンで入手しようとすると、およそ3倍もの費用がかかってしまう。
主にダウンロード販売されるようになったので、中古で売買することはほぼできない
2000年代後半以降は、特にPCゲームの販売はSteamなどネットを通じたDL販売が一般的になってきており、パッケージ販売は激減した。ダウンロード販売されたソフトは基本的に一度有効化したキー（アクティベーションキー）は異なるアカウントで再使用できないため、中古市場で売ることができない。
パッケージ版を中古でメルカリやヤフオクなどで安価に購入してプレイし、プレイ後に購入価格と同価格で売って、結果として郵送費だけでプレイできるソフトもまだ相当数あるコンシューマー機とはそこが異なる。（ただし、コンシューマー機向けゲームタイトルでもパッケージ販売は減少傾向にあり、ダウンロードのみの販売方式が圧倒的な多数派になってきている。）
コンシューマーゲーム機限定タイトルは遊べない
一部のゲームタイトルは、メジャーな人気タイトルにも拘らず、コンシューマーゲーム機向け限定で、PC向けにリリースされていない。特に任天堂が開発したゲームタイトルはほぼ「任天堂のハードだけで動作する」状態で、PC向けにはリリースされていない。（特に日本製のゲーム機のゲームタイトルで顕著。詳細はジオブロッキングを参照）。
なお、任天堂のコンシューマー機以外を見れば、たとえばPlayStationやXbox向けにリリースされたゲームの多くは、2010年代からはマルチプラットフォーム化が進行しており、PC向けにもリリースされているし、また逆にPC版だけが販売され、コンシューマー機向けには販売されていないゲームタイトルも多くあり、つまりコンシューマー機の側もパソコンの側も互いに独占タイトルがある状況になってきたので、俯瞰すると「五分五分」の状況であり、PCゲーム側だけの短所とは言えない状況である。